# FRoots
fRoots от англ. Folk Roots (Народные Корни) — ежемесячный музыкальный журнал, издающийся в Великобритании с 1979 года. Специализируется на народной и этнической музыке. Четыре раза в год издаётся со сборником музыки на CD.  Тираж журнала (по данным на 2006 год) составляет 12 тысяч экземпляров по миру.
Главный редактор журнала и музыкант Ian A. Anderson является автором награды BBC Radio 3 Awards for World Music.